# Perizoma pastoralis
Perizoma pastoralis är en fjärilsart som beskrevs av Butler 1882. Perizoma pastoralis ingår i släktet Perizoma och familjen mätare. Inga underarter finns listade i Catalogue of Life.